# العلاقات الأفغانية الغواتيمالية
العلاقات الأفغانية الغواتيمالية هي العلاقات الثنائية التي تجمع بين أفغانستان وغواتيمالا.

## مقارنة بين البلدين
هذه مقارنة عامة ومرجعية للدولتين:
| وجه المقارنة                                              | أفغانستان                    | غواتيمالا       |
| --------------------------------------------------------- | ---------------------------- | --------------- |
| المساحة (كم2)                                             | 652.23 ألف                   | 108.89 ألف      |
| عدد السكان (نسمة)                                         | 34.94 مليون                  | 17.26 مليون     |
| الكثافة السكانية (ن./كم²)                                 | 53.57                        | 158.51          |
| العاصمة                                                   | كابل                         | غواتيمالا       |
| اللغة الرسمية                                             | اللغة البشتوية، اللغة الدرية | اللغة الإسبانية |
| العملة                                                    | أفغاني                       | كتزال غواتيمالي |
| الناتج المحلي الإجمالي (بليون دولار)                      | 20.82 مليار                  | 75.62 مليار     |
| الناتج المحلي الإجمالي (تعادل القوة الشرائية) بليون دولار | 62.62 مليار                  | 126.21 مليار    |
| الناتج المحلي الإجمالي الاسمي للفرد دولار أمريكي          | 594                          | 3.90 ألف        |
| الناتج المحلي الإجمالي للفرد دولار أمريكي                 | 1.93 ألف                     | 7.45 ألف        |
| مؤشر التنمية البشرية                                      | 0.479                        | 0.627           |
| رمز المكالمات الدولي                                      | +93                          | +502            |
| رمز الإنترنت                                              | .af                          | .gt             |
| المنطقة الزمنية                                           | ت ع م+04:30                  | 00              |

## منظمات دولية مشتركة
يشترك البلدان في عضوية مجموعة من المنظمات الدولية، منها:
| علم المنظمة | اسم المنظمة                               | تاريخ انضمام أفغانستان | تاريخ انضمام غواتيمالا |
| ----------- | ----------------------------------------- | ---------------------- | ---------------------- |
|             | وكالة ضمان الاستثمار متعدد الأطراف        | 16 يونيو 2003          | 11 يوليو 1996          |
|             | منظمة الشرطة الجنائية الدولية             | ?                      | ?                      |
|             | منظمة حظر الأسلحة الكيميائية              | ?                      | ?                      |
|             | الأمم المتحدة                             | 19 نوفمبر 1946         | 21 نوفمبر 1945         |
|             | مؤسسة التمويل الدولية                     | 23 سبتمبر 1957         | 20 يوليو 1956          |
|             | يونسكو                                    | 4 مايو 1948            | 2 يناير 1950           |
|             | مؤسسة التنمية الدولية                     | 2 فبراير 1961          | 27 أبريل 1961          |
|             | البنك الدولي للإنشاء والتعمير             | 14 يوليو 1995          | 28 ديسمبر 1945         |
|             | المركز الدولي لتسوية المنازعات الاستشارية | 25 يوليو 1968          | 20 فبراير 2003         |
|             | الاتحاد البريدي العالمي                   | ?                      | ?                      |
|             | الاتحاد الدولي للاتصالات                  | 12 أبريل 1928          | 10 يوليو 1914          |

## وصلات خارجية
- موقع وزارة الخارجية الأفغانية
- موقع وزارة الخارجية الغواتيمالية